# جائزة ماليزيا الكبرى للدراجات النارية 2001
جائزة ماليزيا الكبرى للدراجات النارية 2001 هو سباق دراجات نارية أقيم بتاريخ 21 أكتوبر 2001 في حلبة سيبانغ الدولية. كان الجولة الخامسة عشر من أصل 16 في سباق الجائزة الكبرى للدراجات النارية موسم 2001. فاز الإيطالي فالنتينو روسي بفئة 500 سي سي بينما جاء الإيطالي لوريس كابيروسي في المركز الثاني وحصل على المركز الثالث الأسترالي غاري ماكوي.

## وصلات خارجية
- الموقع الرسمي